# اوکمن (آلاباما)
اوکمن (به انگلیسی: Oakman) شهری در شهرستان واکر ایالت آلاباما است که مساحت آن ۸٫۰۱ کیلومتر مربع است و در سرشماری سال ۲۰۱۰ میلادی، ۷۸۹ نفر جمعیت داشته و تراکم جمعیتی آن، ۹۸٫۵ نفر در هر کیلومتر مربع بوده است.